# Брейхова, Никола
Ни́кола Бре́йхова (в девичестве — То́мечкова, чеш. Nikola Brejchová-Tomečková; род. 25 июня 1974, Готвальдов) — чешская метательница копья. Участница трёх Олимпийских игр.

## Спортивная биография
Первый к успех к Николе Брейховой пришёл на юниорском чемпионате Европы 1991 года. С результатом 55,34 м чешская спортсменка стала обладательницей серебряной медали. На чемпионате мира Брейхова впервые выступила в 1993 году на чемпионате мира в Штутгарте, но не смогла пройти квалификацию.
В 1996 году Никола Брейхова дебютировала на Олимпийских играх. В квалификационной группе B чешская метательница показала результат 55,02 м и заняла 11-е место в подгруппе и общее 25-е место.
Спустя 4 года на Олимпийских играх в Сиднее Брейхова в квалификации показала результат 59,49 м, что позволило ей занять 12 место и впервые попасть в финал соревнований. В финале спортсменке удалось метнуть копьё на 62,10 м, что позволило ей занять 8-е место.
2001 год стал одним из самых успешных в карьере чешской спортсменки. Сначала было завоёвано серебро Универсиады, проходившей в Пекин, а спустя месяц на чемпионате мира в Эдмонтоне Брейхова впервые за 5 мировых первенств сумела преодолеть квалификацию и заняла 4-е место с результатом 63,11 м.
Летние Олимпийские игры 2004 года в Афинах стали третьими в карьере Брейховой. В квалификации Николе хватило всего одной выполненной попытки на 64,39 м, чтобы со второго места пройти в финал. Во время третьей попытки финала Николе удалось совершить бросок на 64,23 м. Этот результат позволял ей занимать второе место вслед за кубинкой Ослейдис Менендес. Но в заключительной попытке чешскую спортсменку обошли немка Штеффи Нериус и гречанка Мирела Маньяни. В итоге Брейхова стала лишь четвёртой, показав результат всего на 9 сантиметров меньше, чем у греческой метательницы.
В 2007 году на чемпионате мира в Осаке Никола вновь остановилась на 4 позиции, показав результат 63,73 м.
В декабре 2008 года Никола Брейхова объявила о завершении спортивной карьеры.

## Личная жизнь
Замужем. Дочь — Валери (2005), сын — Патрик (2010)